# 圣心国民型华文中学
圣心国民型华文中学（简称圣心华中）是马来西亚槟城州西南县浮罗山背唯一一所国民型华文中学，于1956年成立，校地约1.2英亩。

## 校史
1956年浮罗山背圣心中学在天主教教会的地段上的校舍启用。该校由董佐隆修士及不少善士建设，以让槟岛乡区学生获得接受华文中学教育的机会，并在之后改制为国民型华文中学。
1959年随着学生增加，在原有的两个校舍外再兴建了两间教室、一间图书馆及一间化学试验室。
1961年2月期间，圣中的创办人－董佐隆修士离开并由赵仲生神父接任。马来西亚政府落实自动升中学制度后，圣中面对课室不敷使用。赵校长原计划在学校附近兴建校舍但于1967年4月被教育局调任到霹雳州南部的丹绒马林。圣中之后就由朱正安神父接管。
1970年新校舍在朱校长的带领下落成。
1984年5月1日，汪子成先生接任为圣中校长，他也在任内提出五项作为圣中学生所应持有的原则，即为"信，仁，优，健，勇，吾爱吾圣中"，并在1993年6月提前荣休。之后教育部委任第一副校长庄春海老师为代校长直至他于该年9月11日荣休为此。庄春海代校长退休后，暂由第二副校长沈仁东老师担任代校长，直至教育部委派校长来圣中。10月2日，教育局委派陈仙发老师来圣中担任第一副校长，并兼任代校长职。不久过后教育局也正式委派陈传发校长成为新校长，但陈校长也於同年退休。
1994年教育局再委温国成校长出任圣中的第六任校长，但也于是年荣休。
1995年5月16日，李腾成为第七任校长，任至2005年7月18日退休。
2008年9月12日，程丽仙校长被调往柑仔园修道院华中掌校，因此第一副校长王文娟老师也升任为圣心华中的第九任校长。在2005年王青虫先生当上了圣心华中第十任校长，在2010年王青虫先生荣休，由于洪先生当上第11任校长